# Исаклинка
Исаклинка (также Исакла) — река в России, правый приток Сока. Протекает в Исаклинском районе Самарской области. Устье реки находится в селе Исаклы, в 219 км по правому берегу реки Сок. Длина реки составляет 10 км. Площадь водосборного бассейна — 54,6 км².

## Этимология
Название реки вероятно является искажённой формой татарского Ускалы, где усак — «осина». От реки произошло наименование поселения Исаклы.

## Данные водного реестра
По данным государственного водного реестра России относится к Нижневолжскому бассейновому округу, водохозяйственный участок реки — Сок от истока и до устья. Речной бассейн реки — Волга от верховий Куйбышевского вдхр. до впадения в Каспий.
Код объекта в государственном водном реестре — 11010000612112100005730.